# 住吉弘人
住吉 弘人（すみよし ひろと、1922年（大正11年）12月7日 - 2008年（平成20年）1月9日）は、日本の経営者。コスモ石油社長を務めた。三井物産元社員で田中代表取締役社長の住吉望は三男。

## 来歴・人物
東京都出身。神戸銀行元会長や石原産業社長を歴任した住吉四郎の長男として生まれる。
旧制東京高等学校卒業。1944年（昭和19年）に東京帝国大学法学部政治学科を卒業し、同年に日本興業銀行に入行。1971年（昭和46年）1月に取締役、1973年（昭和48年）12月に常務取締役に就任。1974年（昭和49年）に大協石油に転じ、常務、専務を経て、1978年（昭和53年）8月に副社長に就任。
1986年（昭和61年）4月に大協石油と丸善石油の合併しコスモ石油設立に伴い、同社副社長に就任し、1987年（昭和62年）6月には社長に昇格。1993年（昭和68年）に会長を経て、1997年（昭和72年）6月に相談役に就任。
2008年（平成20年）1月9日に前立腺がんのために死去。85歳没。

## 家族
住吉家
- 祖父・常三（生没年不詳）[5]
- 祖母・貞子（生没年不詳）[5]
- 父・四郎（1893年（明治26年）3月19日生） 
東京帝国大学法学部政治学科卒[5][6]。神戸銀行元会長、石原産業元社長、民生デイゼル工業（現：UDトラックス）元会長[5][6]。
- 母・いま子（1901年（明治34年）4月8日生） 
栃木高等女学校（現：栃木県立栃木女子高等学校）卒[5][6]。栃木県、小池新作の妹[5][6]。
- 姉・恵美子（1920年（大正9年）4月27日生） 
双葉高等女学校（現：雙葉中学校・高等学校）卒[6]。夫は東芝元社長の岩田弍夫[6]。
- 長妹・奈美子（1925年（大正14年）2月25日生） 
神戸女学院（現：神戸女学院中学部・高等学部）卒[6]。夫は住友信託銀行元社長の田代毅[6]。
- 末妹・久美子（1929年（昭和4年）5月11日生） 
津田塾大学卒[6]。夫は国税庁元長官の中橋敬次郎[6]。
- 妻・政子（1929年（昭和4年）7月30日生） 
津田塾大学卒[6]。奥村精四郎の三女[6]。
- 長男・学（1952年（昭和27年）8月10日生） 
慶應義塾大学卒[6]。住友商事マシネックス元監査役[7]。
- 次男・透（1955年（昭和30年）6月18日生） 
慶應義塾大学卒[6]。日本興業銀行（現：みずほ銀行）元勤務[8]。プレス工業元監査部[8]。
- 三男・望（1958年（昭和33年）11月22日生） 
早稲田大学卒[6]。三井物産元社員[6]。田中代表取締役社長[6]。